# Комон (Тарн и Гарона)
Комон (фр. Caumont) насеље је и општина у јужној Француској у региону Миди Пирене, у департману Тарн и Гарона која припада префектури Кастелсаразен.
По подацима из 2011. године у општини је живело 326 становника, а густина насељености је износила 21,42 становника/km². Општина се простире на површини од 15,22 km². Налази се на средњој надморској висини од 157 метара (максималној 164 m, а минималној 77 m).

## Демографија
| 1962. | 1968. | 1975. | 1982. | 1990. | 1999. | 2011. |
| ----- | ----- | ----- | ----- | ----- | ----- | ----- |
| 316   | 329   | 296   | 318   | 262   | 263   | 326   |

График промене броја становника у току последњих година